# Nguyễn Tuấn Anh
Nguyễn Tuấn Anh (nacido el 16 de mayo de 1995) es un futbolista vietnamita que se desempeña como centrocampista.
Nguyễn Tuấn Anh jugó 7 veces para la selección de fútbol de Vietnam entre 2016 y 2017.

## Trayectoria

### Clubes
| Club                 | País    | Año    |
| -------------------- | ------- | ------ |
| Hoàng Anh Gia Lai FC | Vietnam | 2015 - |
| Yokohama FC          | Japón   | 2016   |

### Selección nacional
| Selección | País    | Año         |
| --------- | ------- | ----------- |
| Absoluta  | Vietnam | 2016 - 2017 |

## Estadística de equipo nacional
| Año   | Part. | Goles |
| ----- | ----- | ----- |
| 2016  | 6     | 1     |
| 2017  | 1     | 0     |
| Total | 7     | 1     |